# Lombergstjärnen, Norrbotten
Lombergstjärnen är en sjö i Överkalix kommun i Norrbotten och ingår i Kalixälvens huvudavrinningsområde. Sjön har en area på 0,0318 kvadratkilometer och ligger 107,9 meter över havet.

## Delavrinningsområde
Lombergstjärnen ingår i det delavrinningsområde (738639-181741) som SMHI kallar för Inloppet i Alsjärv. Medelhöjden är 75 meter över havet och ytan är 32,54 kvadratkilometer. Räknas de 5 avrinningsområdena uppströms in blir den ackumulerade arean 196,6 kvadratkilometer. Alsån (Pilkån) som avvattnar avrinningsområdet har biflödesordning 2, vilket innebär att vattnet flödar genom totalt 2 vattendrag innan det når havet efter 92 kilometer. Avrinningsområdet består mestadels av skog (66 procent) och sankmarker (20 procent). Avrinningsområdet har 0,21 kvadratkilometer vattenytor vilket ger det en sjöprocent på 0,7 procent.